# Serbia y Montenegro en los Juegos Mediterráneos
Serbia y Montenegro participó en tres Juegos Mediterráneos entre 1997 y 2005. En los Juegos Mediterráneos de 1997 y 2001, participó bajo el nombre de RF Yugoslavia. Antes de 1997, los atletas serbios y montenegrinos compitieron como parte del equipo SFR Yugoslavia. En los Juegos de 2009, Serbia y Montenegro compitieron como naciones independientes por primera vez.

## Medallero
| Sede  | Medalla de oro | Medalla de plata | Medalla de bronce | Total |
| ----- | -------------- | ---------------- | ----------------- | ----- |
| 1997  | 5              | 4                | 13                | 22    |
| 2001  | 3              | 5                | 14                | 22    |
| 2005  | 8              | 9                | 14                | 31    |
| Total | 16             | 18               | 41                | 75    |

### Medallas por deporte
| Deporte             | Medalla de oro | Medalla de plata | Medalla de bronce | Total |
| ------------------- | -------------- | ---------------- | ----------------- | ----- |
| Atletismo           | 2              | 3                | 6                 | 11    |
| Baloncesto          | 0              | 0                | 1                 | 1     |
| Balonmano           | 0              | 1                | 0                 | 1     |
| Boxeo               | 1              | 1                | 5                 | 7     |
| Judo                | 1              | 2                | 7                 | 10    |
| Karate              | 1              | 3                | 6                 | 10    |
| Lucha               | 2              | 2                | 3                 | 7     |
| Natación            | 0              | 0                | 3                 | 3     |
| Piragüismo          | 0              | 0                | 1                 | 1     |
| Remo                | 0              | 1                | 0                 | 1     |
| Tenis de mesa       | 4              | 1                | 4                 | 9     |
| Tiro                | 4              | 4                | 3                 | 11    |
| Voleibol            | 0              | 0                | 1                 | 1     |
| Waterpolo           | 1              | 0                | 1                 | 2     |
| Total (14 deportes) | 16             | 18               | 41                | 75    |